# Abałacka Ikona Matki Bożej „Znak”
Abałacka Ikona Matki Bożej „Znak” – wariant Ikony Matki Bożej „Znak” napisany w pierwszej połowie XVII wieku przez protodiakona soboru Mądrości Bożej i Zaśnięcia Matki Bożej w Tobolsku imieniem Matwiej, dla nowo wzniesionej z fundacji prywatnej cerkwi, której patronować miała właśnie ikona „Znak”. W trakcie pisania ikony Matwiej miał mieć widzenie, w czasie którego ujrzał Matkę Bożą w pozie, w jakie była przedstawiona na ikonie „Znak”, ale w towarzystwie świętych Mikołaja i Marii Egipcjanki. Widok ten skłonił go do umieszczenia tych postaci na pisanej ikonie. Jeszcze przed uroczystym przeniesieniem do poświęconej cerkwi ikona zyskała opinię cudownej. 
Obecnie jest przechowywana w monasterze w Abałaku w eparchii tobolskiej i tiumeńskiej, noszącym jej wezwanie. Dzień jej wspomnienia przypada 20 lipca i 27 listopada. Jest szczególnie czczona przez prawosławnych żyjących na Syberii. 